# Amytornis housei
El maluro negro (Amytornis housei) es una especie de ave paseriforme de la familia Maluridae endémica del noroeste de Australia.

## Distribución y hábitat
Se encuentra únicamente en el norte de Australia Occidental. Habita en la vegetación arbustiva Mediterráneo. No se considera que la especie este amenazada.